# 13 avril 1901
Le samedi 13 avril 1901 est le 103e jour de l'année 1901.

## Naissances
- Fédor Loevenstein (mort le 4 août 1946), peintre tchèque
- Jacques Bianchini (mort le 30 mars 1988), personnalité politique française
- Jacques Lacan (mort le 9 septembre 1981), psychiatre et psychanalyste français
- Mabel Poulton (morte le 21 décembre 1994), actrice britannique
- Paul Yü Pin (mort le 16 août 1978), prélat catholique chinois
- Zhao Shiyan (mort le 19 juillet 1927), communiste chinois